# 美華大廈
美華大廈，是香港島灣仔區的商住大樓，位於莊士敦道164－176號，建於1963年（62年樓齡） 。

## 建築
- 樓高：14層[2]

- 建成：1963年
- 畫則：鄭頌周[3]
- 類型：綜合用途建築物

- 用途：工業、商業和住宅

- 轉角：窄於90度，屬街角樓

- 風格：20世紀初的現代主義

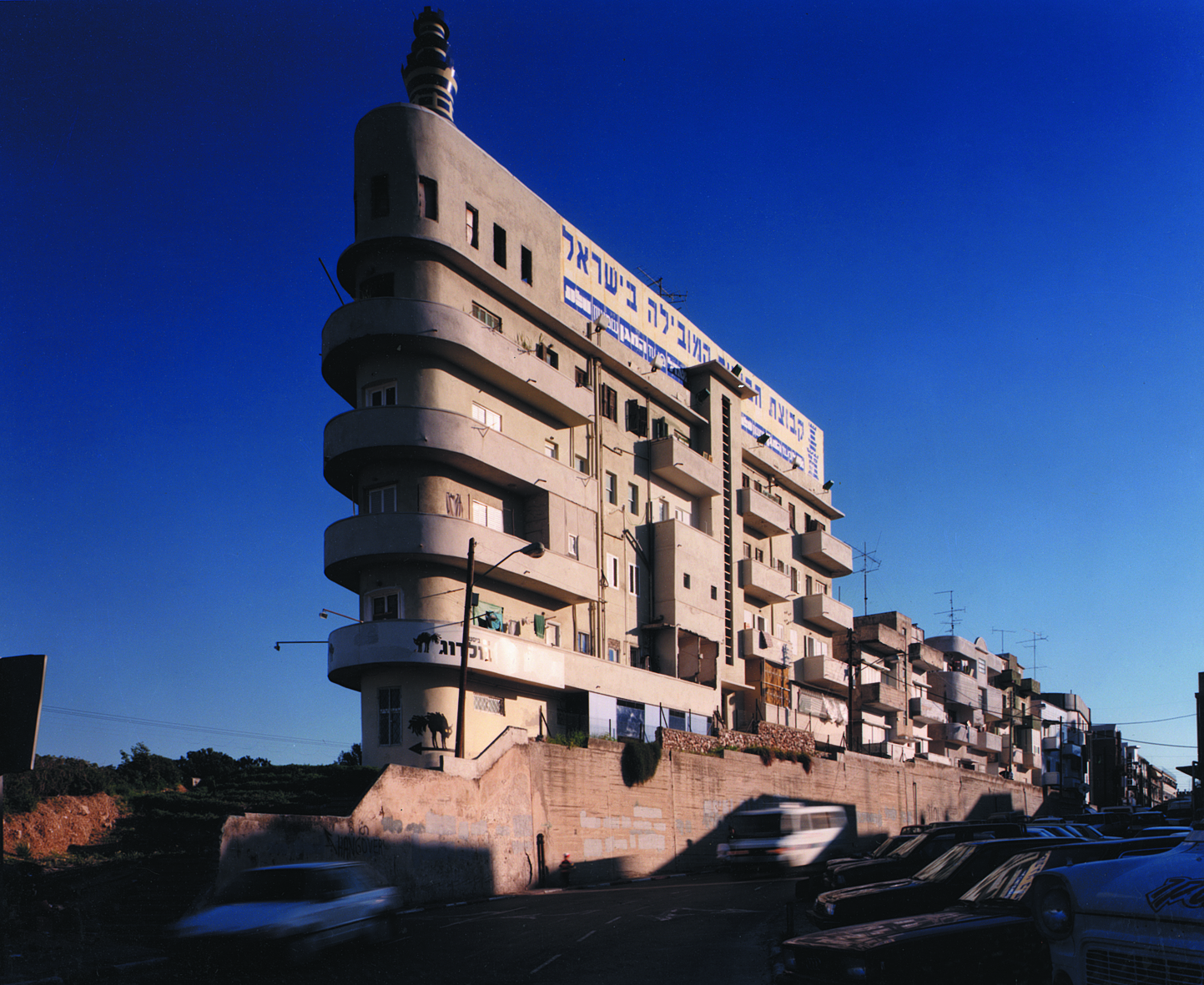
20世紀初的包浩斯風格（以色列）

一面少於90度的轉角

美華大廈的露台為「發水」而成，跟其他街角樓一樣，其延伸至行人路的部份因為被當時政府認為可提供行人作擋雨之用而默許興建。惟後來莊士敦道的行人路需要擴闊，因此大廈露台邊緣的垂直界線現今間接顯示了以前的闊度。

## 租戶
- G/F：祺棧茶行
- 4/F：大慈醫舍
- 5/F：香港符氏宗親總會
- 7/F：新興同鄕會
- 10/F：英京迎賓館

## 鄰近
- 振安押
- 灣仔道
- 大有廣場
- 莊士敦道
- 菲林明道
- 中匯大樓
- 灣仔大樓
- 太和街遊樂場

## 外部連結
维基共享资源上的相關多媒體資源：美華大廈